# 帕拉帕誓言

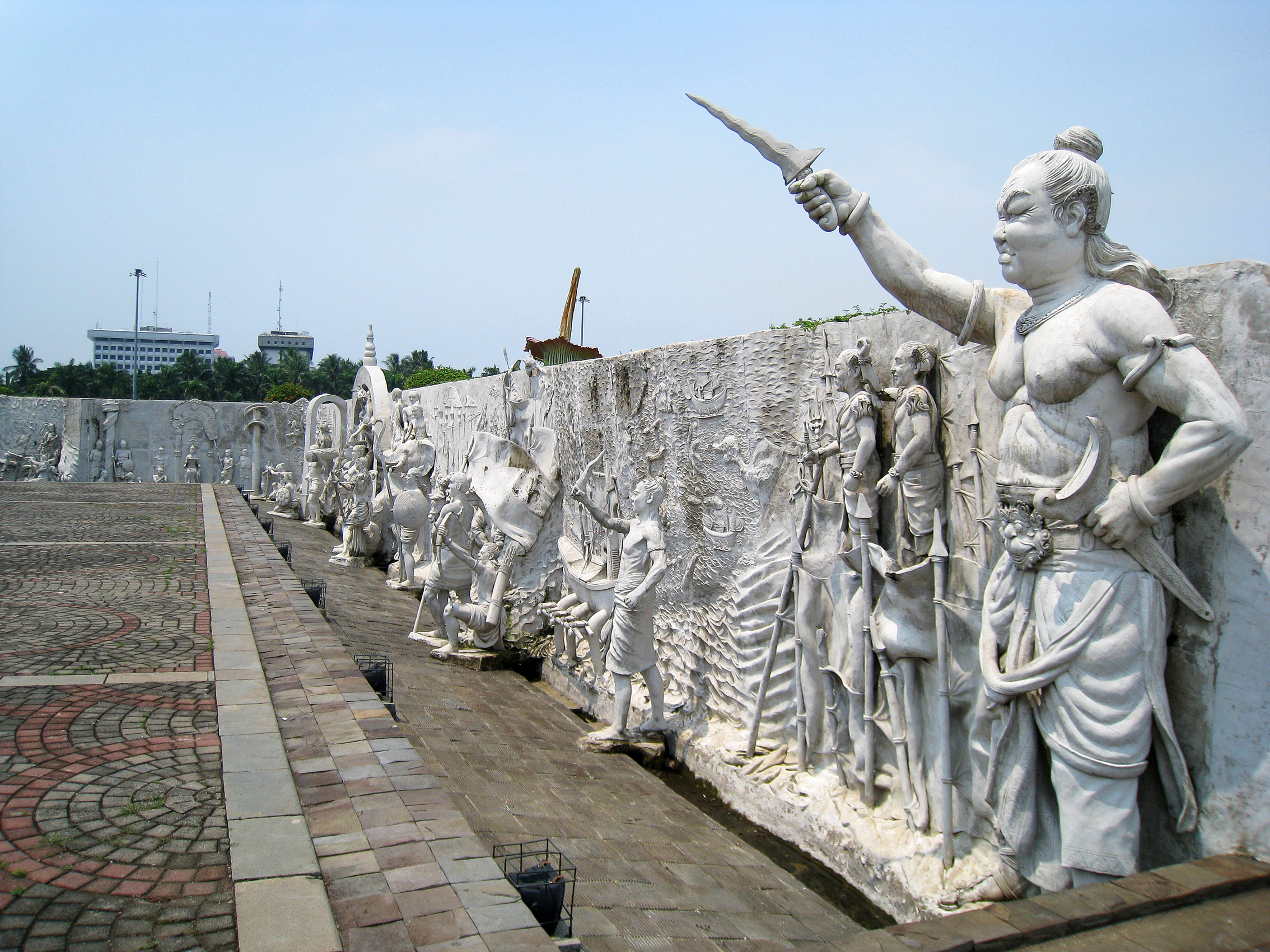
印尼國家紀念塔的加查·马达浮雕，以帕拉帕誓言为主题

帕拉帕誓言是印尼历史典故，载于《列王書》，指14世纪时满者伯夷宰相加查·马达立誓一统南洋群岛。

## 内容

《爪哇史颂》记载的14世纪满者伯夷极盛时疆域，归功于加查·马达率领的征服活动

1334年（塞迦历1256年）或1336年（塞迦历1258年），加查·马达就任满者伯夷宰相（Amangkubhumi），立下誓言要一统南洋诸岛，在此之前不再食香料。《列王書》记载的爪哇语原文是：
Sira Gajah Madapatih Amangkubhumi tan ayun amuktia palapa, sira Gajah Mada: "Lamun huwus kalah nusantara isun amukti palapa, lamun kalah ring Gurun, ring Seran, Tañjung Pura, ring Haru, ring Pahang, Dompo, ring Bali, Sunda, Palembang, Tumasik, samana isun amukti palapa".
译作中文：
他，大宰相加查·马达，不愿破除斋戒。加查·马达说：“如果我征服努山达拉，我就破除斋戒。如果古伦（Gurun），塞兰（Seram），丹戎布拉，哈鲁（Haru），彭亨，东波（Dompo），巴厘，巽他，巴邻旁，淡马锡都征服了，我就破除斋戒。”
加查·马达此后踏上扩张之路，并在在位的35年间统一了除了巽他之外南洋群岛的大部地区，涵盖了今日印尼、马来西亚、菲律宾南部和新加坡的土地。

## 解释
帕拉帕（palapa）是古爪哇语“椰子”之意，亦有可能是组合词“pala-apa”，泛指水果和香料；pala是古爪哇语肉豆蔻之意。字面意义即是，加查·马达若是不统一努山达拉群岛，那么就再也不食palapa。历史学者指出这是爪哇人的禁食（puasa mutih）习俗，即不食香料不食椰果，仅食白饭、蔬菜和清水。加查·马达以这种苦行僧式的仪式，禁绝享乐，包括美食，以证明其态度严肃，意愿强烈。
加查·马达提及的地名当时都不属于满者伯夷帝国。这些地名在今日分别指：
- Gurun = 戈龙群岛，斯兰岛以东
- Seran = 斯兰岛

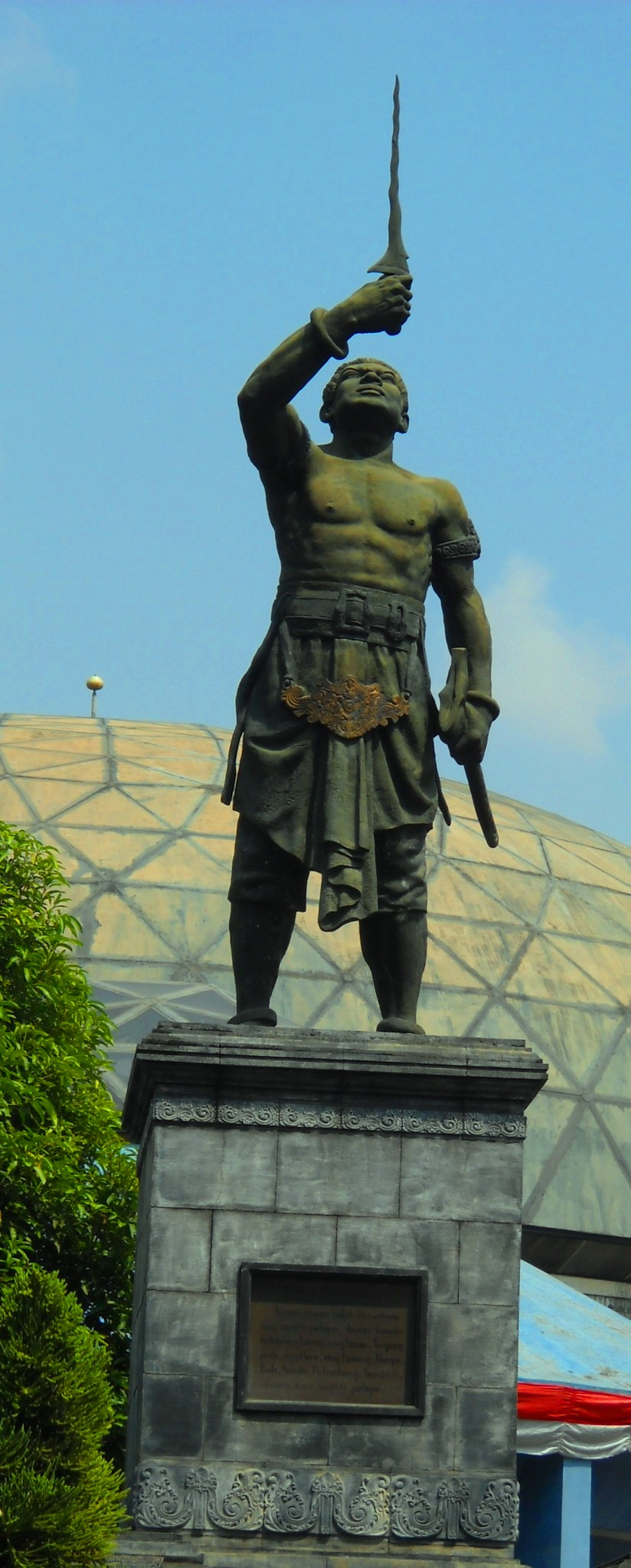
雅加达美麗的印度尼西亞縮影公園里的加查·马达塑像。此塑像树立于电信博物馆前；印尼的首个电信卫星帕拉帕号就是因帕拉帕誓言得名

- Tañjung Pura = 丹戎布拉王國（西加里曼丹省道房縣）
- Haru = 哑鲁，北苏门答腊省（卡罗人（英语：Karo people (Indonesia)））
- Pahang = 马来西亚彭亨
- Dompo = 松巴哇島的东普（英语：Dompu）
- Bali = 巴厘岛
- Sunda = 巽他王國
- Palembang（巴邻旁） = 巨港或是三佛齐
- Tumasik（淡马锡） = 新加坡

## 后世纪念
印尼首个通信卫星帕拉帕号以帕拉帕命名，于1976年发射在美国肯尼迪航天中心升空，由时任总统苏哈托命名。
印尼加查马达大学的迎新课程称为PPSMB Palapa。